# Justicia scutifera
Justicia scutifera är en akantusväxtart som beskrevs av Champl.. Justicia scutifera ingår i släktet Justicia och familjen akantusväxter. Inga underarter finns listade i Catalogue of Life.